# Mycobacterium smegmatis
Mycobacterium smegmatis é uma espécie bactéria álcool-ácido resistente do gênero Mycobacterium. Ela foi primeiramente descrita em novembro de 1884 por Lustgarten que encontrou um bacilo com a aparência corada de tubercle bacilli (bacilos tuberculosos) em cancros sifilíticos. Posteriormente, Alvarez e Tavel encontraram organismos similares aqueles descritos por Lustgarten assim como em secreções genitais normais (esmegma). Este organismo foi posteriormente denominado M. smegmatis.